# Autalia elegans
Autalia elegans är en skalbaggsart som beskrevs av Thomas Casey 1886. Autalia elegans ingår i släktet Autalia och familjen kortvingar. Inga underarter finns listade i Catalogue of Life.